# Таврическая улица (Санкт-Петербург)
Таври́ческая у́лица — улица в Центральном районе Санкт-Петербурга. Проходит от Суворовского проспекта до Таврического переулка.

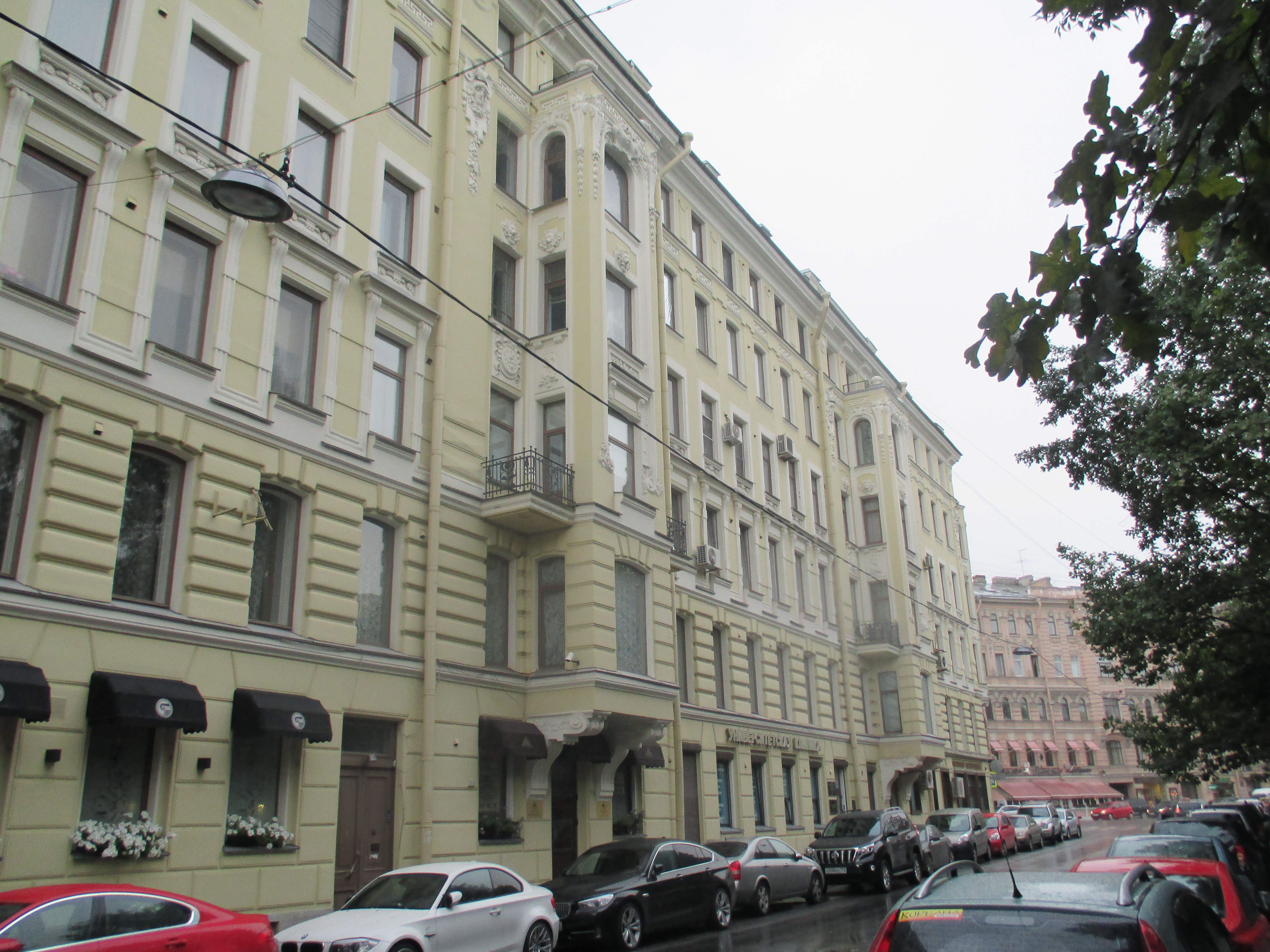
Начало улицы

## История
Проложена в середине XVIII века. С 1821 по 1859 год — Садовая улица. Современное название Таврическая улица получила в 1859 году по Таврическому саду. В 1918 году была переименована в улицу Слуцкого в память об участнике революционного движения А. И. Слуцком, но в 1944 году ей было возвращено прежнее имя.

## Примечательные здания и сооружения

### По нечётной стороне
Нечётная сторона улицы была застроена в начале XX века: доходные дома № 3, 5, 7, 11, 17 построены в 1909—1915 годах (архитектор Александр Хренов).
- Дом № 3 — доходный дом 1914 год постройки, возведённый архитектором Александром Хреновым по собственному проекту[2]. До революции 1917 года одним из жильцов дома был Владимир Зензинов. 5 сентября 2023 года дом признали памятником культурного наследия регионального значения[3].
- Дом №5 — бывший доходный дом А. С. Хренова.
- Дом №7 — бывший доходный дом Н. Ф. Хреновой.
- Дом № 11 — бывший доходный дом жены министра юстиции Российской Империи Ивана Щегловитова, 1909, арх. Александр Хренов. Одним из жильцов здания был военный министр Российской империи и главнокомандующий войсками в Русско-Японской войне 1904 года Алексей Куропаткин[2].
- Дом № 35  7831712000 — дом адмирала Дернова, 1903—1904, архитектор М. Н. Кондратьев. Угол здания отмечен круглым выступом, увенчанным куполообразной башней, с 1905 по 1913 год здесь жили поэт и философ В. И. Иванов с супругой Лидией Зиновьевой-Аннибал, в их квартире № 23 («на башне Иванова») собирался литературно-философский салон «Ивановские среды». С 1906 по 1908 год под квартирой Иванова находилась художественная школа Е. Н. Званцевой[4][5].

- Дом № 37, литера А — доходный дом Обольяниновых, 1907—1909 гг., арх. Алексей Бубырь, модерн[6].  781610569390005

- Дом № 45, литера А — доходный дом А. И. Шульгина, 1908—1909, арх-р Михаил Иванович фон Вилькен[7].

### По чётной стороне
- Дом № 8 — бывший Министерский (садовый) павильон Таврического дворца (1906—1907, архитектор А. И. фон Гоген).

### Не сохранившиеся исторические здания
- Дом № 41 — краснокирпичное здание, конец XIX — начало XX века. Дом был снесён вопреки запрету КГИОП в июне 2007 года компанией «Возрождение Санкт-Петербурга»[8], строившей дом на месте здания 60 по Шпалерной[9].

## Транспорт
Ближайшая к Таврической улице станция метро — «Чернышевская» 1-й (Кировско-Выборгской) линии.

## Пересечения
Таврическая улица пересекается или граничит со следующими проспектами, улицами и переулками:
- Суворовский проспект;
- Заячий переулок;
- Кирочная улица;
- Мариинский проезд;
- Тверская улица;
- Шпалерная улица.

## Перспективы
29 апреля 2008 года администрация города утрведила проект планировки с проектом межевания территории, ограниченной Водопроводным переулком, Смольной набережной, Орловской улицей, Таврическим переулком, Таврической улицей и Шпалерной улицей в Центральном районе Санкт-Петербурга. Планировалось, что на этой территории будет размещено административное здание со встроенной трансформаторной подстанцией. Если проект будет осуществлён, Таврическая улица будет «пробита» через территорию водопроводной станции до Невы.

## Известные жители
Зензинов В. (дом 3).
Кускова Е. Д. (дом 15).
А. Н. Толстой (дом 35).
Лев Давидович Троцкий (дом 37).